# Théodore Tronchin (Mediziner)

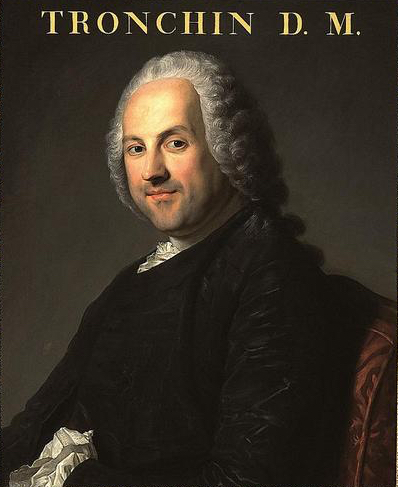
Théodore Tronchin, Stich von René Gaillard (1719–1790)

Théodore Tronchin (* 24. Mai 1709 in Genf; † 30. November 1781 in Paris) war ein Genfer Arzt französischer Abstammung.

## Leben und Wirken
Seine Familie stammte von Rémi Tronchin (1539–1609) ab. Die Tronchin repräsentieren eine alte Familie aus der südfranzösischen Stadt Arles. Jener Rémi Tronchin war Hugenotte und Offizier im Dienst des französischen Königs Henri IV, dessen Regentschaft von 1589 bis zu seiner Ermordung 1610 dauerte. Seine Ehefrau war Sara Morin Strumpfwirker (1558–1623). Eines ihrer vielen Kinder war Daniel Tronchin (1584–1655), ein Pfarrer. Aus Daniels Linie gingen die Tronchin Du Breuil hervor, die sich in den Niederlanden niederließen und dort von 1690 bis 1796 die Gazette d’Amsterdam besassen. Ein anderer Bruder, der Theologe Théodore Tronchin (1582–1657), Député au synode de Dordrecht, war der Urgroßvater von Jean-Robert Tronchin (1670–1730) und der Vater von Antoine Tronchin (* 1630). Dieser war der Vater von Jean-Robert Tronchin (1670–1730) und damit der Großvater des späteren Arztes Théodore Tronchin.
Die Familie Tronchin suchte zum Zeitpunkt der Bartholomäusnacht (vom 23. zum 24. August 1572) Zuflucht in Genf. Der Vater von Théodore Tronchin, Jean-Robert Tronchin (1670–1730), war einer der reichsten Bankiers in Genf und Lyon, auch war er Mitglied im Rat der Zweihundert von Genf, Membre du Conseil des Deux-Cents. Seine Mutter war Angélique Calandrini (1692–1715), aus Italien stammend, und jung verstorben. Ein Cousin von Tronchin war der Genfer Advokat, Mäzen und Autor François Tronchin (1704–1798).
Der gebürtige Genfer studierte zunächst Medizin an der University of Cambridge, besuchte Vorlesungen von Richard Mead (1673–1754), dem Leibarzt von Georg II., wechselte aber dann an die Universität Leiden, wo er ein Schüler von Herman Boerhaave wurde. Im Jahre 1730 erhielt er seinen Doktor der Medizin für eine Arbeit auf dem Gebiet der Gynäkologie, Thema der Dissertation: Dissertatio medica inauguralis, de nymphæ.  Leyden (1730; deutsch: Über die Labia minora pudendi). In der Folge praktizierte er als Arzt in Amsterdam, übernahm aber auch als Präsident des Royal College of Physicians of London und als Inspektor der Krankenhäuser öffentliche Aufgaben. Er heiratete eine Enkelin des Ratspensionär Johan de Witt (1625–1672). Tronchin gilt auf dem europäischen Kontinent als erster Arzt, der eine Variolation durchführte (1748 seinen eigenen Sohn in Amsterdam).
In den frühen 1750er Jahren kehrte er nach Genf zurück, erhielt dort den Titel eines Honorarprofessors für Medizin, und zog später nach Paris, wo er 1766 eine Arztpraxis eröffnete.
Er zählte zu seinen Freunden bekannte Frauen und Männer aus Philosophie und Literatur, vor allem solche der französischen Aufklärung, wie zum Beispiel Voltaire, seinen Landsmann Rousseau, Denis Diderot usw. Eine echte Freundschaft verband ihn mit Madame d’Epinay und Friedrich Melchior Grimm.
Er schrieb den Artikel Inoculation für Denis Diderots Encyclopédie (1751–1772).
Tronchin war ein einflussreicher Arzt aus dem 18. Jahrhundert, dessen Popularität Verbreitung unter den europäischen Königshäusern und den oberen Klassen fand. 1751 wurde er zum auswärtigen Mitglied der Preußischen Akademie der Wissenschaften gewählt. 1762 wurde Tronchin Fellow der Royal Society, 1778 Ehrenmitglied der Russischen Akademie der Wissenschaften in Sankt Petersburg sowie auswärtiges Mitglied der Académie des sciences und 1779 auswärtiges Mitglied der Königlich Schwedischen Akademie der Wissenschaften.

## Werke (Auswahl)
- (Als Respondent) De nympha. Praeses: Hermann Boerhave. Langerak, Leiden 1736. (Digitalisat)
- De clitoride. Leyde 1736
- De cólica pictorum. Cramer, Genève 1757. (Digitalisat)
- Abhandlung von der Kolik von Poitou. In: Gesammelte wichtige Schriften zur Erkenntniß und Behandlung der Bleykolik. Leipzig 1784, Digitalisat der SLUB Dresden via EOD
- In Diderots Encyclopédie (1751–1772) schrieb er den Abschnitt „Inoculation“